# Palpata
Sous-classe
Les Palpata (palpates) sont une sous-classe de l'embranchement des annélides. Palpata est considéré comme invalide par plusieurs sources dont ITIS et World Register of Marine Species qui lui préfèrent Sedentaria.

## Liste des taxons inférieurs
Selon ITIS (12 janvier 2019) :
- infra-classe Canalipalpata
- infra-classe Scolecida